# Giovanni Magherini Graziani

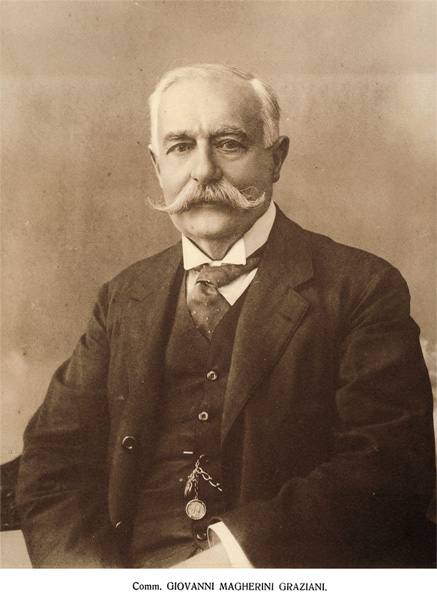
Giovanni Magherini Graziani

Graf Giovanni Magherini Graziani (* 25. November 1852 in Figline Valdarno; † 23. Januar 1924 in Città di Castello) war ein italienischer Kunst- und Lokalhistoriker.

## Leben
Giovanni Magherini wurde zwar in Figline Valdarno geboren, betrachtete jedoch Città di Castello als seine zweite Heimat. Dort heiratete er die Gräfin Maddalena Libri Graziani, aus den Geschlechtern der Conti Libri di Firenze und der Conti Graziani di Città di Castello und erhielt dadurch seinen Titel und seinen Beinamen.
Er beschäftigte sich vornehmlich mit Kunstgeschichte und der Lokalgeschichte von Città di Castello. Er machte das umfangreiche Archiv der Graziani der Wissenschaft zugänglich. Begeistert für das Theater, ließ er 1894 eine von ihm verfasste Komödie “Chi stuzzica il can che giace” aufführen. In Città di Castello trat er auch in vielfältiger Weise als Wohltäter auf.

## Schriften (Auswahl)
- Michelangiolo Buonarroti. Barbera, Florenz 1875 (archive.org).
- Il diavolo, novelle valdarnesi. Lapi, Città di Castello 1886 (archive.org).
- Storia di Città di Castello. 2 Bände, Lapi, Città di Castello 1890–1910.
- Aneddoti e memorie sul passaggio di Giuseppe Garibaldi per l’alta valle del Tevere nel luglio 1849. Tip. dello Stab. S. Lapi, Castello 1896 (archive.org).
- L’arte a Città di Castello. Lapi, Città di Castello 1897 (archive.org).
- Masaccio: Ricordo delle onoranze. Bernardo Seeber, Florenz 1904 (archive.org).
- Frammenti storici di Città di Castello. Unione Tip. Coop., Perugia 1909.
- In Valdarno (Racconti toscani). Società tipografica cooperativa editrice, Città di Castello 1910.
- mit E. Giovagnoli: La prima giovinezza di Raffaello. Officine Tipografiche della “Leonardo”, Città di Castello 1927.